# Sa'id ibn Hamdan
Abou Ala' Sa'id ibn Hamdan (en arabe : ابو علاء سعيد بن حمدان) est l'un des premiers représentants de la dynastie des Hamdanides, qui sert comme gouverneur et chef militaire sous le califat abbasside. Il est le père du célèbre poète Abu Firas al-Hamdani.

## Biographie

Arbre généalogique des Hamdanides.

Sa'id est un fils d'Hamdan ibn Hamdun, le premier représentant d'importance des Hamdanides. Cette famille est issue de la tribu des Banu Taghlib établie dans la Jazira avant les conquêtes musulmanes. Profitant de l'effondrement de l'autorité centrale du califat lors de l'Anarchie de Samarra (861-870), les chefs Taghlib renforcent leur contrôle sur la région autour de Mossoul. En dépit de la réaffirmation du pouvoir califat sous Al-Mu'tadid, les Hamdanides parviennent à conserver et même à consolider leur influence sur la région, grâce à l'action d'Husayn ibn Hamdan, le frère de Sa'id, qui devient un général important au service des Abbassides,. Toutefois, vers 915, il se rebelle après une dispute avec le vizir et est exécuté en 918. Pour autant, Sa'id ibn Hamdan et ses autres frères restent loyaux au gouvernement abbasside et reçoivent en récompense des postes importants. En 927-928, ils servent dans l'armée califale envoyée pour bloquer la progression des Qarmates sur Bagdad. 
Aux côtés de son frère Nasr, Sa'id est en compétition avec son neveu Hasan, le futur Nasir al-Dawla, pour le contrôle de Mossoul. En 931, après la conquête de l'émirat frontalier de Mélitène par le général byzantin Jean Kourkouas, le calife Al-Muqtadir nomme Sa'id comme gouverneur de Mossoul avec pour mission de reprendre Mélitène. Rapidement, il parvient à briser le siège de Samosate par les Byzantins avant de se diriger vers Mélitène. La garnison byzantine, comprenant des partisans du général arménien Mélias, panique et massacre nombre des habitants par peur d'un soulèvement. Ensuite, ils détruisent une grande partie de la ville avant de l'abandonner. Sa'id peut reprendre la ville et nomme un de ses lieutenants comme gouverneur avant de revenir à Mossoul. De là, il lance un raid en territoire byzantin en novembre 931. En 934, Hasan prend Mossoul mais les intrigues de cour de Sa'id entraîne sa déposition. En réaction, Hasan fait assassiner son oncle et fuit vers l'Arménie, qu'il quitte à la fin de l'année 935 pour redevenir gouverneur de Mossoul. Consolidant son pouvoir, il fonde l'émirat quasi-indépendant de Mossoul qu'il dirige jusqu'en 967.
Entretenant une relation avec une concubine esclave d'origine byzantine, il devient père du général et poète Firas al-Hamdani. Un autre de ses fils, Husayn, sert comme général sous Nasir al-Dawla et Sayf al-Dawla, tandis que sa fille Shakinah devient la femme de Sayf al-Dawla et la mère de son successeur, Sa'd ad-Dawla.